# Jolly Blu - Il film degli 883
Jolly Blu - Il film degli 883 è un film italiano del 1998, diretto da Stefano Salvati, che ripropone alcune canzoni della band 883 del cantante Max Pezzali dal 1992 al 1998.

## Trama
Jolly Blu è il tipico bar di paese, dove Max e i suoi amici si ritrovano abitualmente ogni giorno. Baldo, il proprietario e barista del locale, è pieno di debiti e in un primo momento sembra che sia costretto a chiudere l'attività. Max e i suoi amici decidono allora di organizzare una festa-concerto per racimolare un po' di denaro al fine di aiutare l'amico esercente; Max canta quindi alla festa, durante la quale viene notato da Saturnino, un agente discografico che gli organizza un provino davanti al presidente della casa discografica. Il presidente rimane entusiasta di questa nuova promessa della musica italiana, e così Max incide il suo primo album, intitolato Jolly Blu. Nel frattempo si descrivono le vicende degli altri amici, tra relazioni travagliate e approcci con le nuove ragazze del gruppo.

## Produzione
Jolly Blue (con la "e" finale) è il titolo di una tra le primissime canzoni degli 883, contenuta nell'album Hanno ucciso l'Uomo Ragno, nella quale Max Pezzali, insieme all'allora membro Mauro Repetto (nella band fino al 1994), ricorda allegramente la sua giovinezza. La Jolly Blue della canzone era una sala giochi di Pavia realmente esistita e molto in voga negli anni ottanta. Nel film invece, Jolly Blu, senza la "e" finale, diventa il nome del bar di una qualsiasi cittadina di provincia, frequentato da Max Pezzali e dai suoi amici, dove si svolgono gran parte degli episodi del film.
La pellicola ebbe lo scopo di riproporre le canzoni degli 883, il gruppo italiano pop rock che raggiunse l'apice del successo proprio negli anni novanta. Gran parte dei ruoli furono interpretati dagli stessi membri della band e da giovani esordienti, con livello di recitazione che risultò infimo.
Il motivo di fondo del film, ovvero la presentazione dell'esordio musicale del gruppo e di Max Pezzali in particolare, viene riproposto in chiave di piccoli episodi di vita quotidiana dei giovani di provincia e dei temi giovanili contenuti nelle sue canzoni, ispirandosi al modello dei musicarelli italiani degli anni sessanta: una serie di brevi storie, inframmezzate dall'esecuzione dei brani musicali e da coreografie.
Per il ruolo di Beatrice, che andò ad Alessia Merz, fu effettuato a Los Angeles un provino a una giovanissima Angelina Jolie, scartata perché "troppo sensuale".

## Distribuzione
Il film uscì il 6 novembre 1998 in sole 15 sale italiane.

## Ambientazione
Il bar realmente frequentato nella giovinezza di Max Pezzali era il bar Dante, poi sostituito dal bar Central Park Cafè, in Viale Ludovico Il Moro, a Pavia, città di origine del cantante. La sigla iniziale, ovvero il brano e il clip di Un giorno così, ricorda la Statale 526, a sud di Pavia, che lo stesso Max Pezzali percorreva in moto; il film è tuttavia girato altrove.
Per gli esterni del bar "Jolly Blu" fu utilizzato l'allora Caffè "La Piazza" di via G.B. Melloni 2, poi Trattoria "Da Braccio", adiacente a piazza Andrea Costa, piazza utilizzata anche per altre inquadrature esterne, nel centro di Pieve di Cento, ovvero i luoghi di origine del regista Stefano Salvati. Alcune scene della parte del film dell'audizione di Max e del lungomare furono invece girate nella zona di viale Ceccarini, a Riccione. Altre scene furono ancora eseguite alla Fiera di Bologna, mentre alcuni degli interni discoteca furono girati al Living di Bologna e al Prince Club di Riccione. La sigla finale Io ci sarò è del videoclip live ufficiale, il concerto in Piazza del Duomo a Milano del 21 luglio 1998.

## Accoglienza
Il film venne considerato, al botteghino, un vero e sonoro flop.

## Colonna sonora
La colonna sonora presenta canzoni e spezzoni di altre canzoni, sempre degli 883, delle quali si sente solo un frammento, mentre le canzoni di seguito sono cantate interamente e quasi sempre accompagnate da sottotitoli.

### Tracce
1. 883 – Andrà tutto bene
2. 883 – Sei un mito
3. 883 – La regola dell'amico
4. 883 – La dura legge del gol
5. 883 – Come mai
6. 883 – Tieni il tempo
7. 883 – Jolly Blue
8. 883 – Un giorno così
9. 883 – Una canzone d'amore
10. 883 – Rotta x casa di Dio
11. 883 – Innamorare Tanto
12. 883 – Non Ti Passa Più
13. 883 – Se tornerai
14. 883 – Nella notte (Molella Remix)
15. 883 – Hanno ucciso l'Uomo Ragno
16. 883 – Io ci sarò
17. 883 – Con un deca (Fargetta Remix)